# Lista de deputados federais do Brasil da 50.ª legislatura
Esta é a lista de deputados federais do Brasil da 50.ª legislatura do Congresso Nacional. Inclui-se o nome civil dos parlamentares, o partido ao qual eram filiados na data da posse e a quantidade de votos que receberam para sua eleição, sua unidade federativa de origem, bem como outras informações. Esta legislatura da Câmara dos Deputados durou de

## Composição das bancadas
| Partido | Líder                        | Bancada   | Posição      |
| ------- | ---------------------------- | --------- | ------------ |
| PMDB    | Michel Temer (SP)            | 107 / 513 | Governo      |
| PFL     | Inocêncio de Oliveira (PE)   | 92 / 513  | Governo      |
| PPB     | Odelmo Leão (MG)             | 79 / 513  | Governo      |
| PSDB    | José Aníbal (SP)             | 66 / 513  | Governo      |
| PT      | Jaques Wagner (BA)           | 50 / 513  | Oposição     |
| PDT     | Miro Teixeira (RJ)           | 34 / 513  | Oposição     |
| PTB     | Vicente Cascione (SP)        | 32 / 513  | Governo      |
| PSB     | Eduardo Campos (PE)          | 15 / 513  | Oposição     |
| PL      | Valdemar Costa Neto (SP)     | 13 / 513  | Governo      |
| PCdoB   | Aldo Rebelo (SP)             | 10 / 513  | Oposição     |
| PMN     | Nilson Gibson (PE)           | 4 / 513   | Oposição     |
| PSD     | Marquinhos Chedid (SP)       | 3 / 513   | Independente |
| PSC     | Elton Rohnelt (RR)           | 3 / 513   | Independente |
| PPS     | Sérgio Arouca (RJ)           | 2 / 513   | Independente |
| PRN     | José Gomes da Rocha (GO)     | 1 / 513   | Oposição     |
| PRP     | Adhemar de Barros Filho (SP) | 1 / 513   | Independente |
| PV      | Fernando Gabeira (RJ)        | 1 / 513   | Oposição     |

Líder do Governo: Germano Rigotto

## Relação
São relacionados os candidatos eleitos com informações complementares da Câmara dos Deputados.
| Os Deputados desta legislatura | Partido | Votação |
| Acre                           | Acre    | Acre    |
| ------------------------------ | ------- | ------- |
| Carlos Airton                  | PPB     | 12.780  |
| Chicão Brígido                 | PMDB    | 11.636  |
| Célia Mendes                   | PPB     | 10.894  |
| Mauri Sérgio                   | PMDB    | 10.850  |
| João Maia                      | PSDB    | 7.583   |
| Zila Bezerra                   | PMDB    | 7.422   |
| Ronivon Santiago               | PPB     | 6.965   |
| Francisco Diógenes             | PMDB    | 5.363   |
| Alagoas                        |         |         |
| Talvane Albuquerque            | PPB     | 61.706  |
| José Thomaz Nonô               | PMDB    | 50.938  |
| Albérico Cordeiro              | PTB     | 41.770  |
| Luís Dantas                    | PSD     | 37.449  |
| Moacir Andrade                 | PPB     | 35.418  |
| Benedito de Lira               | PFL     | 34.217  |
| Augusto Farias                 | PSC     | 32.442  |
| Fernando Torres                | PSDB    | 31.221  |
| Ceci Cunha                     | PSDB    | 30.410  |
| Amapá                          |         |         |
| Fátima Pelaes                  | PFL     | 7.755   |
| Sérgio Barcelos                | PFL     | 6.860   |
| Murilo Pinheiro                | PFL     | 6.361   |
| Eraldo Trindade                | PPB     | 5.549   |
| Raquel Capiberibe              | PSB     | 4.971   |
| Valdenor Guedes                | PPB     | 4.858   |
| Gervásio Oliveira              | PSB     | 4.411   |
| Antônio Feijão                 | PTB     | 4.256   |
| Amazonas                       |         |         |
| Artur Virgílio Neto            | PSDB    | 69.924  |
| Luís Fernando                  | PMDB    | 68.487  |
| Euler Ribeiro                  | PMDB    | 45.585  |
| José Melo                      | PPB     | 42.104  |
| João Tomé Mestrinho            | PMDB    | 35.935  |
| Pauderney Avelino              | PPB     | 35.232  |
| Átila Lins                     | PFL     | 31.793  |
| Alzira Everton                 | PPB     | 27.536  |
| Bahia                          |         |         |
| Luís Eduardo Magalhães         | PFL     | 138.084 |
| Marcos Medrado                 | PPB     | 82.065  |
| José Rocha                     | PFL     | 71.903  |
| Roland Lavigne                 | PL      | 70.993  |
| Benito Gama                    | PFL     | 69.540  |
| Félix Mendonça                 | PTB     | 66.645  |
| Eujácio Simões                 | PL      | 60.122  |
| Eraldo Tinoco                  | PFL     | 56.318  |
| José Carlos Aleluia            | PFL     | 54.236  |
| Jorge Khoury                   | PFL     | 53.852  |
| Jairo Azi                      | PFL     | 51.615  |
| Jonival Lucas                  | PFL     | 47.388  |
| Roberto Santos                 | PSDB    | 45.885  |
| Pedro Irujo                    | PMDB    | 44.223  |
| Simara Ellery                  | PMDB    | 43.285  |
| Prisco Viana                   | PPB     | 43.377  |
| Jairo Carneiro                 | PFL     | 42.247  |
| Domingos Leonelli              | PSDB    | 42.218  |
| Luiz Moreira                   | PFL     | 42.070  |
| Aroldo Cedraz                  | PFL     | 41.452  |
| Manoel Castro                  | PFL     | 41.423  |
| Haroldo Lima                   | PCdoB   | 39.043  |
| Cláudio Cajado                 | PFL     | 36.678  |
| Leur Lomanto                   | PFL     | 38.093  |
| Ubaldino Júnior                | PSB     | 37.690  |
| Coriolano Sales                | PDT     | 35.997  |
| Geddel Vieira Lima             | PMDB    | 34.770  |
| Luiz Braga                     | PFL     | 33.997  |
| Sérgio Carneiro                | PDT     | 33.988  |
| Nestor Duarte                  | PMDB    | 33.916  |
| Ursicino Queiroz               | PFL     | 33.754  |
| Alcides Modesto                | PT      | 30.511  |
| Jaques Wagner                  | PT      | 30.033  |
| João Almeida                   | PMDB    | 29.904  |
| João Leão                      | PSDB    | 29.135  |
| Mário Negromonte               | PSDB    | 28.966  |
| Fernando Gomes                 | PMDB    | 26.865  |
| Beto Lélis                     | PSB     | 24.395  |
| Severiano Alves                | PDT     | 22.222  |
| Ceará                          |         |         |
| Antônio Balhmann               | PSDB    | 124.667 |
| Leônidas Cristino              | PSDB    | 92.520  |
| Inácio Arruda                  | PCdoB   | 91.687  |
| Jackson Pereira                | PSDB    | 90.886  |
| José Linhares                  | PPB     | 78.183  |
| Roberto Pessoa                 | PFL     | 74.516  |
| Ubiratan Aguiar                | PSDB    | 74.350  |
| Gonzaga Mota                   | PMDB    | 70.596  |
| Pimentel Gomes                 | PSDB    | 70.362  |
| Firmo de Castro                | PSDB    | 70.300  |
| Marcelo Teixeira               | PMDB    | 67.471  |
| Nelson Otoch                   | PSDB    | 65.312  |
| José Gerardo                   | PSDB    | 63.217  |
| Edson Queiroz Filho            | PPB     | 60.789  |
| Paes de Andrade                | PMDB    | 53.923  |
| Aníbal Gomes                   | PMDB    | 53.585  |
| Arnon Bezerra                  | PSDB    | 48.652  |
| Pinheiro Landim                | PMDB    | 47.690  |
| José Pimentel                  | PT      | 44.582  |
| Antônio dos Santos             | PFL     | 43.881  |
| Vicente Arruda                 | PSDB    | 43.549  |
| Rommel Feijó                   | PSDB    | 43.053  |
| Distrito Federal               |         |         |
| Chico Vigilante                | PT      | 57.697  |
| Wigberto Tartuce               | PP      | 57.649  |
| Osório Adriano                 | PFL     | 53.864  |
| Augusto Carvalho               | PPS     | 45.782  |
| Benedito Domingos              | PPB     | 39.070  |
| Jofran Frejat                  | PPB     | 35.897  |
| Agnelo Queiroz                 | PCdoB   | 23.979  |
| Maria Laura Pinheiro           | PT      | 19.849  |
| Espírito Santo                 |         |         |
| Rita Camata                    | PMDB    | 74.146  |
| Theodorico Ferraço             | PTB     | 56.753  |
| Jorge Anders                   | PSDB    | 48.866  |
| Adelson Salvador               | PSB     | 26.242  |
| Luiz Durão                     | PDT     | 24.738  |
| Roberto Valadão                | PMDB    | 24.074  |
| Feu Rosa                       | PSDB    | 24.023  |
| Nilton Baiano                  | PMDB    | 22.824  |
| Luiz Buaiz                     | PDT     | 22.782  |
| João Coser                     | PT      | 21.365  |
| Goiás                          |         |         |
| Lídia Quinan                   | PMDB    | 103.486 |
| Sandro Mabel                   | PMDB    | 61.735  |
| Roberto Balestra               | PPB     | 47.647  |
| Maria Valadão                  | PPB     | 44.614  |
| Pedrinho Abrão                 | PTB     | 42.812  |
| Marconi Perillo                | PPB     | 40.258  |
| Barbosa Neto                   | PMDB    | 36.188  |
| José Gomes da Rocha            | PRN     | 34.886  |
| Pedro Canedo                   | PL      | 34.662  |
| Rubens Cosac                   | PMDB    | 33.493  |
| Orcino Gonçalves               | PMDB    | 30.492  |
| Jovair Arantes                 | PSDB    | 29.788  |
| Aldo Arantes                   | PCdoB   | 29.545  |
| Pedro Wilson Guimarães         | PT      | 29.057  |
| Josias Gonzaga                 | PMDB    | 28.041  |
| João Natal                     | PMDB    | 27.935  |
| Vilmar Rocha                   | PFL     | 25.827  |
| Maranhão                       |         |         |
| Sarney Filho                   | PFL     |         |
| João Alberto Souza             | PMDB    |         |
| Davi Silva                     | PFL     |         |
| Gastão Vieira                  | PMDB    |         |
| Antônio Joaquim Araújo         | PFL     |         |
| Remi Trinta                    | PMDB    |         |
| Francisco Coelho               | PFL     |         |
| Márcia Marinho                 | PSC     |         |
| Domingos Dutra                 | PT      |         |
| Eliseu Moura                   | PFL     |         |
| César Bandeira                 | PFL     |         |
| Mauro Fecury                   | PFL     |         |
| Sebastião Madeira              | PSDB    |         |
| Pedro Novais                   | PMDB    |         |
| Roberto Rocha                  | PMDB    |         |
| Magno Bacelar                  | PDT     |         |
| Jaime Santana                  | PSDB    |         |
| Haroldo Saboia                 | PT      |         |
| Mato Grosso                    |         |         |
| Roberto França                 | PSDB    | 108.127 |
| Antônio Joaquim                | PDT     | 36.170  |
| Rogério Silva                  | PPB     | 32.173  |
| Wellington Fagundes            | PL      | 30.023  |
| Gilney Viana                   | PT      | 28.713  |
| Tetê Bezerra                   | PMDB    | 27.911  |
| Rodrigues Palma                | PTB     | 26.490  |
| Augustinho Freitas             | PPB     | 20.956  |
| Mato Grosso do Sul             |         |         |
| André Puccinelli               | PMDB    | 65.091  |
| Marisa Serrano                 | PSDB    | 40.641  |
| Dilso Sperafico                | PSDB    | 38.462  |
| Marilu Guimarães               | PFL     | 38.164  |
| Nelson Trad                    | PTB     | 35.019  |
| Saulo Queiroz                  | PSDB    | 30.632  |
| Oscar Goldoni                  | PDT     | 29.595  |
| Flávio Derzi                   | PPB     | 24.455  |
| Minas Gerais                   |         |         |
| Newton Cardoso                 | PMDB    | 179.169 |
| Danilo de Castro               | PSDB    | 113.179 |
| Eliseu Resende                 | PFL     | 108.343 |
| Aécio Neves                    | PSDB    | 105.385 |
| Ademir Lucas                   | PSDB    | 99.980  |
| Humberto Souto                 | PFL     | 92.111  |
| Saraiva Felipe                 | PMDB    | 87.257  |
| Odelmo Leão                    | PPB     | 83.135  |
| Chico Ferramenta               | PT      | 80.431  |
| José Rezende                   | PTB     | 79.968  |
| Vittorio Medioli               | PSDB    | 71.998  |
| Maria Elvira Ferreira          | PMDB    | 71.251  |
| Roberto Brant                  | PTB     | 69.214  |
| Osmânio Pereira                | PSDB    | 63.284  |
| Paulo Delgado                  | PT      | 60.848  |
| Carlos Melles                  | PFL     | 56.684  |
| Zaire Rezende                  | PMDB    | 54.726  |
| José Elias Murad               | PSDB    | 51.612  |
| Carlos Mosconi                 | PSDB    | 51.609  |
| Sérgio Naya                    | PPB     | 51.385  |
| Silas Brasileiro               | PMDB    | 51.244  |
| Paulo Heslander                | PTB     | 50.442  |
| Jair Siqueira                  | PFL     | 49.544  |
| Maurício Campos                | PL      | 49.519  |
| Mário de Oliveira              | PPB     | 49.042  |
| José Santana de Vasconcelos    | PFL     | 46.992  |
| Raul Belém                     | PFL     | 46.785  |
| Romel Anízio                   | PPB     | 46.382  |
| Lael Varela                    | PFL     | 46.218  |
| Mauro Lopes                    | PFL     | 44.671  |
| Fernando Diniz                 | PMDB    | 43.663  |
| Marcos Lima                    | PMDB    | 41.800  |
| Bonifácio de Andrada           | PTB     | 41.449  |
| Filemon Rodrigues              | PTB     | 40.378  |
| Ronaldo Perim                  | PMDB    | 40.294  |
| Genésio Bernardino             | PMDB    | 39.862  |
| Hugo Rodrigues da Cunha        | PFL     | 39.825  |
| Eduardo Barbosa                | PSDB    | 38.605  |
| Aracely de Paula               | PFL     | 38.454  |
| Antônio do Vale                | PMDB    | 37.709  |
| Marcio Reinaldo Moreira        | PPB     | 36.997  |
| Ibrahim Abi-Ackel              | PPB     | 35.547  |
| Leopoldo Bessone               | PTB     | 35.256  |
| Jaime Martins Filho            | PFL     | 33.963  |
| Israel Pinheiro Filho          | PTB     | 33.543  |
| Armando Costa                  | PMDB    | 28.337  |
| Tilden Santiago                | PT      | 26.307  |
| Nilmário Miranda               | PT      | 25.917  |
| Sílvio Abreu Júnior            | PDT     | 24.512  |
| Sérgio Miranda                 | PCdoB   | 23.013  |
| Sandra Starling                | PT      | 21.377  |
| João Fassarella                | PT      | 20.721  |
| Herculano Anghinetti           | PMN     | 17.781  |
| Pará                           |         |         |
| Elcione Barbalho               | PMDB    | 153.860 |
| Raimundo Santos                | PPB     | 48.617  |
| Anivaldo Vale                  | PPB     | 40.845  |
| Benedito Guimarães             | PPB     | 34.724  |
| Paulo Rocha                    | PT      | 32.891  |
| Gerson Peres                   | PPB     | 32.635  |
| José Priante                   | PMDB    | 31.929  |
| Giovani Queiroz                | PDT     | 31.250  |
| Ana Júlia Carepa               | PT      | 31.117  |
| Paulo Titan                    | PMDB    | 26.484  |
| Hilário Coimbra                | PTB     | 25.245  |
| Antônio Brasil                 | PMDB    | 24.687  |
| Nicias Ribeiro                 | PMDB    | 24.419  |
| Socorro Gomes                  | PCdoB   | 22.252  |
| Vic Pires Franco               | PFL     | 21.515  |
| Olávio Rocha                   | PMDB    | 21.072  |
| Ubaldo Corrêa                  | PMDB    | 20.468  |
| Paraíba                        |         |         |
| Cássio Cunha Lima              | PMDB    | 157.609 |
| Wilson Braga                   | PDT     | 64.271  |
| Gilvan Freire                  | PMDB    | 57.566  |
| Ivandro Cunha Lima             | PMDB    | 53.748  |
| José Luiz Clerot               | PMDB    | 42.964  |
| Armando Abílio                 | PMDB    | 41.233  |
| Adauto Pereira                 | PFL     | 35.213  |
| Efraim Morais                  | PFL     | 34.595  |
| Álvaro Gaudêncio Neto          | PFL     | 34.094  |
| Enivaldo Ribeiro               | PPB     | 33.303  |
| José Aldemir                   | PMDB    | 32.657  |
| Roberto Paulino                | PMDB    | 31.644  |
| Paraná                         |         |         |
| Max Rosenmann                  | PMDB    | 90.324  |
| Reinhold Stephanes             | PFL     | 76.956  |
| Paulo Cordeiro                 | PTB     | 68.908  |
| Maurício Requião               | PMDB    | 65.857  |
| Homero Oguido                  | PMDB    | 60.732  |
| Dilceu Sperafico               | PPB     | 51.157  |
| Luciano Pizzato                | PFL     | 55.021  |
| Ricardo Barros                 | PFL     | 54.049  |
| Odílio Balbinotti              | PDT     | 51.773  |
| Luiz Carlos Hauly              | PSDB    | 51.329  |
| Basílio Villani                | PPB     | 47.748  |
| Abelardo Lupion                | PFL     | 44.783  |
| José Janene                    | PPB     | 44.538  |
| Elias Abraão                   | PMDB    | 43.953  |
| José Borba                     | PTB     | 42.923  |
| Valdomiro Meger                | PFL     | 42.929  |
| Afonso Camargo                 | PPR     | 42.845  |
| Renato Johnsson                | PPB     | 42.740  |
| Flávio Arns                    | PSDB    | 42.507  |
| Hermes Parcianello             | PMDB    | 42.459  |
| Fernando Ribas Carli           | PDT     | 37.144  |
| Nelson Meurer                  | PPB     | 35.934  |
| Ricardo Gomyde                 | PCdoB   | 35.350  |
| Vilson Santini                 | PTB     | 47.857  |
| Antônio Ueno                   | PFL     | 30.068  |
| Werner Wanderer                | PFL     | 32.920  |
| João Iensen                    | PTB     | 31.308  |
| Paulo Bernardo                 | PT      | 20.459  |
| Padre Roque                    | PT      | 19.790  |
| Nedson Micheleti               | PT      | 19.439  |
| Pernambuco                     |         |         |
| Roberto Magalhães Melo         | PFL     | 229.483 |
| Eduardo Campos                 | PSB     | 133.347 |
| Inocêncio Oliveira             | PFL     | 87.306  |
| Humberto Costa                 | PT      | 84.493  |
| José Múcio Monteiro            | PFL     | 88.539  |
| Osvaldo Coelho                 | PFL     | 61.085  |
| Sérgio Guerra                  | PSB     | 58.152  |
| Mendonça Filho                 | PFL     | 58.152  |
| Luiz Piauhylino                | PSB     | 54.412  |
| Pedro Corrêa Neto              | PFL     | 52.704  |
| João Colaço                    | PSB     | 72.895  |
| Zé Chaves                      | PSB     | 69.414  |
| José Jorge                     | PFL     | 37.739  |
| Salatiel Carvalho              | PPB     | 36.430  |
| Tony Gel                       | PFL     | 34.839  |
| Fernando Lyra                  | PSB     | 32.699  |
| Zé Mendonça                    | PFL     | 32.181  |
| Severino Cavalcanti            | PFL     | 31.405  |
| Carlos Guerra                  | PFL     | 30.966  |
| Nilson Gibson                  | PMN     | 30.512  |
| Wolney Queiroz                 | PDT     | 28.407  |
| Gonzaga Patriota               | PSB     | 28.257  |
| Fernando Ferro                 | PT      | 27.490  |
| Wilson Campos                  | PSDB    | 25.300  |
| Vicente Gomes                  | PDT     | 23.797  |
| Piauí                          |         |         |
| Ari Magalhães                  | PPB     | 76.198  |
| Benedito Sá                    | PSDB    | 74.983  |
| Júlio César                    | PFL     | 68.426  |
| Alberto Silva                  | PMDB    | 65.061  |
| Heráclito Fortes               | PFL     | 60.975  |
| Mussa Demes                    | PFL     | 56.240  |
| Felipe Mendes                  | PPB     | 54.260  |
| Paes Landim                    | PFL     | 52.570  |
| Ciro Nogueira                  | PFL     | 46.938  |
| João Henrique                  | PMDB    | 34.469  |
| Rio de Janeiro                 |         |         |
| Candidato                      | Partido | Votos   |
| Francisco Silva                | PPB     | 141.880 |
| Francisco Dornelles            | PPR     | 113.889 |
| Jair Bolsonaro                 | PPR     | 111.927 |
| Nelson Bornier                 | PL      | 100.653 |
| Miro Teixeira                  | PDT     | 96.640  |
| Moreira Franco                 | PMDB    | 76.315  |
| Jandira Feghali                | PCdoB   | 73.382  |
| Amaral Netto                   | PPR     | 72.392  |
| José Maurício                  | PDT     | 68.078  |
| José Carlos Lacerda            | PPR     | 67.170  |
| Cidinha Campos                 | PDT     | 64.076  |
| José Egydio                    | PL      | 60.370  |
| Lindbergh Farias               | PCdoB   | 57.544  |
| Laprovita Vieira               | PP      | 52.573  |
| Aldir Cabral                   | PFL     | 51.335  |
| Roberto Campos                 | PPR     | 49.696  |
| Arolde de Oliveira             | PFL     | 49.653  |
| Simão Sessim                   | PPR     | 48.875  |
| Edson Ezequiel                 | PDT     | 48.424  |
| Márcio Fortes                  | PSDB    | 47.358  |
| Procópio Lima Netto            | PFL     | 47.076  |
| João Mendes                    | PTB     | 46.961  |
| Eduardo Mascarenhas            | PSDB    | 44.931  |
| Ronaldo Cezar Coelho           | PSDB    | 44.822  |
| Itamar Serpa                   | PDT     | 43.053  |
| Fernando Lopes                 | PDT     | 43.470  |
| Sérgio Arouca                  | PPS     | 42.717  |
| Vanessa Felippe                | PSDB    | 42.196  |
| Milton Temer                   | PT      | 41.399  |
| Alexandre Santos               | PSDB    | 40.756  |
| Maria da Conceição Tavares     | PT      | 40.409  |
| Candinho                       | PMDB    | 39.604  |
| Alexandre Cardoso              | PSB     | 38.361  |
| Álvaro Valle                   | PL      | 38.247  |
| Rubem Medina                   | PFL     | 37.310  |
| Fernando Gonçalves             | PTB     | 35.986  |
| Fernando Gabeira               | PV      | 35.384  |
| Laura Carneiro                 | PP      | 34.932  |
| Silvio Lopes                   | PSDB    | 33.828  |
| Roberto Jefferson              | PTB     | 32.859  |
| Márcia Cibilis Viana           | PDT     | 32.048  |
| Carlos Campista                | PDT     | 28.836  |
| Carlos Santana                 | PT      | 28.257  |
| Ronaldo Santos                 | PSB     | 23.447  |
| Noel de Oliveira               | PMDB    | 22.605  |
| Jorge Wilson                   | PMDB    | 21.031  |
| Rio Grande do Norte            |         |         |
| Henrique Eduardo Alves         | PMDB    | 108.322 |
| Carlos Alberto                 | PFL     | 58.255  |
| Cipriano Correia               | PSDB    | 56.786  |
| Iberê Ferreira                 | PFL     | 56.165  |
| Betinho Rosado                 | PFL     | 50.628  |
| Augusto Viveiros               | PFL     | 49.937  |
| Ney Lopes                      | PFL     | 47.652  |
| Laíre Rosado                   | PMDB    | 46.884  |
| Rio Grande do Sul              |         |         |
| Paulo Paim                     | PT      |         |
| Germano Rigotto                | PMDB    |         |
| Yeda Crusius                   | PSDB    |         |
| Augusto Nardes                 | PPB     |         |
| Nelson Proença                 | PMDB    |         |
| Odacir Klein                   | PMDB    |         |
| Darcísio Perondi               | PMDB    |         |
| Hugo Simões Lagranha           | PTB     |         |
| Nelson Marchezan               | PPB     |         |
| José Fortunati                 | PT      |         |
| Jair Soares                    | PFL     |         |
| Paulo Ritzel                   | PMDB    |         |
| Esther Pillar Grossi           | PT      |         |
| Adolfo Fetter Júnior           | PPB     |         |
| Adylson Motta                  | PPB     |         |
| Jarbas Lima                    | PPB     |         |
| Eliseu Padilha                 | PMDB    |         |
| Mendes Ribeiro Filho           | PMDB    |         |
| Carlos Renan Kurtz             | PDT     |         |
| Telmo Kirst                    | PPB     |         |
| Airton Langaro Dipp            | PDT     |         |
| Matheus Schmidt Filho          | PDT     |         |
| Osvaldo Biolchi                | PTB     |         |
| Adão Pretto                    | PT      |         |
| Wilson Cignachi                | PMDB    |         |
| Carlos Cardinal                | PDT     |         |
| Ezidio Pinheiro                | PSDB    |         |
| Enio Bacci                     | PDT     |         |
| Waldomiro Fioravante           | PT      |         |
| Miguel Rossetto                | PT      |         |
| Luiz Fernando Mainardi         | PT      |         |
| Rondônia                       |         |         |
| Silvernani Santos              | PPB     | 20.996  |
| Expedito Júnior                | PL      | 20.198  |
| Ildemar Küssler                | PSDB    | 19.224  |
| Confúcio Moura                 | PMDB    | 17.396  |
| Carlinhos Camurça              | PPB     | 15.573  |
| Emerson Pires                  | PSDB    | 14.744  |
| Eurípedes Miranda              | PDT     | 12.900  |
| Marinha Raupp                  | PSDB    | 11.683  |
| Roraima                        |         |         |
| Moises Lipnik                  | PTB     | 14.349  |
| Luis Barbosa                   | PTB     | 7.542   |
| Luciano Castro                 | PPB     | 6.571   |
| Alceste Almeida                | PTB     | 5.180   |
| Chico Rodrigues                | PTB     | 4.107   |
| Salomão Cruz                   | PFL     | 3.146   |
| Elton Rohnelt                  | PSC     | 2.969   |
| Robério Araújo                 | PSDB    | 2.517   |
| São Paulo                      |         |         |
| Celso Russomanno               | PSDB    | 233.482 |
| Franco Montoro                 | PSDB    | 223.558 |
| José Genoino                   | PT      | 192.230 |
| Robson Tuma                    | PL      | 166.953 |
| Carlos Apolinário              | PMDB    | 164.874 |
| Telma de Souza                 | PT      | 138.082 |
| Vadão Gomes                    | PPB     | 123.388 |
| Luiz Carlos Santos             | PMDB    | 113.383 |
| Ary Kara                       | PMDB    | 102.979 |
| Jorge Tadeu Mudalen            | PMDB    | 98.103  |
| Celso Daniel                   | PT      | 96.957  |
| Wagner Rossi                   | PMDB    | 96.755  |
| Corauci Sobrinho               | PL      | 95.712  |
| João Melão Neto                | PL      | 95.075  |
| Delfim Neto                    | PPB     | 94.573  |
| Fausto Martello                | PPB     | 91.630  |
| José Pinotti                   | PMDB    | 90.780  |
| Arnaldo Faria de Sá            | PPB     | 90.091  |
| Beto Mansur                    | PPB     | 86.711  |
| Paulo Lima                     | PFL     | 82.673  |
| Marcelo Barbieri               | PMDB    | 78.390  |
| Marta Suplicy                  | PT      | 76.132  |
| Ricardo Izar                   | PPB     | 75.419  |
| Fábio Feldmann                 | PSDB    | 74.714  |
| Antônio Kandir                 | PSDB    | 72.720  |
| Marquinho Chedid               | PSD     | 72.427  |
| Michel Temer                   | PMDB    | 70.968  |
| Maluly Neto                    | PFL     | 69.361  |
| Valdemar Costa Neto            | PL      | 68.492  |
| Jurandir Paixão                | PMDB    | 61.267  |
| Alberto Goldman                | PMDB    | 61.244  |
| Ayres da Cunha                 | PSDB    | 60.311  |
| Welson Gasparini               | PPB     | 59.518  |
| Paulo de Velasco               | PSD     | 58.765  |
| Cunha Bueno                    | PPB     | 57.635  |
| Carlos Nelson                  | PMDB    | 57.228  |
| Wagner Salustiano              | PPB     | 56.676  |
| Edinho Araújo                  | PMDB    | 56.218  |
| Hélio Bicudo                   | PT      | 55.722  |
| Hélio Rosas                    | PMDB    | 55.615  |
| Nelson Marquezelli             | PTB     | 53.371  |
| Aloysio Nunes                  | PMDB    | 53.210  |
| Duílio Pisaneschi              | PTB     | 53.089  |
| Vicente Cascione               | PL      | 53.053  |
| José Augusto                   | PT      | 51.539  |
| Jair Meneguelli                | PT      | 50.374  |
| Antonio Carlos Pannunzio       | PSDB    | 49.745  |
| Fernando Zuppo                 | PDT     | 48.139  |
| Zulaiê Cobra                   | PSDB    | 46.483  |
| Aldo Rebelo                    | PCdoB   | 45.240  |
| José Coimbra                   | PTB     | 45.016  |
| José de Abreu                  | PSDB    | 43.028  |
| Salvador Zimbaldi              | PSDB    | 42.734  |
| Luiz Gushiken                  | PT      | 41.946  |
| Régis de Oliveira              | PSDB    | 40.198  |
| João Paulo Cunha               | PT      | 40.049  |
| Koyu Iha                       | PSDB    | 38.858  |
| José Aníbal                    | PSDB    | 37.884  |
| Almino Afonso                  | PSDB    | 35.563  |
| Ushitaro Kamia                 | PSB     | 35.415  |
| Tuga Angerami                  | PSDB    | 35.244  |
| Sílvio Torres                  | PSDB    | 32.604  |
| José Machado                   | PT      | 32.297  |
| Maurício Najar                 | PFL     | 31.404  |
| Antônio da Cunha Lima          | PDT     | 30.512  |
| Eduardo Jorge                  | PT      | 28.775  |
| Arlindo Chinaglia              | PT      | 28.323  |
| Ademar de Barros Filho         | PRP     | 27.279  |
| Ivan Valente                   | PT      | 26.828  |
| Luciano Zica                   | PT      | 26.445  |
| Sergipe                        |         |         |
| Cleonâncio Fonseca             | PPB     | 41.867  |
| Jerônimo Reis                  | PMN     | 38.974  |
| José Teles de Mendonça         | PPB     | 33.811  |
| Bosco França                   | PMN     | 32.074  |
| Carlos Magno                   | PFL     | 28.216  |
| Adelson Ribeiro                | PMDB    | 27.904  |
| Wilson Cunha                   | PMDB    | 27.810  |
| Marcelo Deda                   | PT      | 26.463  |
| Tocantins                      |         |         |
| Paulo Mourão                   | PPB     | 27.893  |
| Osvaldo Reis                   | PPB     | 25.098  |
| João Ribeiro                   | PFL     | 22.438  |
| Antônio Jorge                  | PPB     | 21.780  |
| Dolores Nunes                  | PPB     | 21.727  |
| Darci Coelho                   | PFL     | 19.365  |
| Udson Bandeira                 | PMDB    | 17.418  |
| Freire Júnior                  | PMDB    | 17.164  |